# Dodgeville (condado de Iowa, Wisconsin)
Dodgeville es un pueblo ubicado en el condado de Iowa en el estado estadounidense de Wisconsin. En el Censo de 2010 tenía una población de 1.708 habitantes y una densidad poblacional de 7,33 personas por km².

## Geografía
Dodgeville se encuentra ubicado en las coordenadas 43°0′31″N 90°7′23″O / 43.00861, -90.12306. Según la Oficina del Censo de los Estados Unidos, Dodgeville tiene una superficie total de 232.98 km², de la cual 232.05 km² corresponden a tierra firme y (0.4%) 0.92 km² es agua.

## Demografía
Según el censo de 2010, había 1.708 personas residiendo en Dodgeville. La densidad de población era de 7,33 hab./km². De los 1.708 habitantes, Dodgeville estaba compuesto por el 97.42% blancos, el 0.29% eran afroamericanos, el 0.12% eran amerindios, el 1.23% eran asiáticos, el 0% eran isleños del Pacífico, el 0.35% eran de otras razas y el 0.59% pertenecían a dos o más razas. Del total de la población el 1.05% eran hispanos o latinos de cualquier raza.